# Pau D'arco do Piauí
Pau D'arco do Piauí är en kommun i Brasilien.   Den ligger i delstaten Piauí, i den östra delen av landet, 1 300 km nordost om huvudstaden Brasília. Antalet invånare är 3 757. Arean är 427 kvadratkilometer.
Terrängen i Pau D'arco do Piauí är platt.
Omgivningarna runt Pau D'arco do Piauí är huvudsakligen savann. Runt Pau D'arco do Piauí är det ganska glesbefolkat, med 29 invånare per kvadratkilometer.